# قارقا
قارقا هي قرية في مقاطعة سراب، إيران. عدد سكان هذه القرية هو 398 في سنة 2006.